# Mahfud Ali Beiba
Mahfud Ali Beiba (in arabo محفوظ علي بيبا حماد‎?; El Aaiún, 1953 – Tindouf, 2 luglio 2010) è stato un politico sahrāwī, membro del Fronte Polisario.
Dal 1975 viveva in esilio nei campi per rifugiati a Tindouf in Algeria.

## Il suo ruolo nel Polisario e nella RASD
Mahfud Ali Beiba ha ricoperto brevemente, per circa due mesi a partire dal 9 giugno 1976, il ruolo di Segretario generale del Polisario ed è stato il successore di El Ouali Mustapha Sayed, dopo che morì in combattimento in Mauritania, negli incarichi da lui ricoperti.
Al terzo congresso del Fronte Polisario, il 30 agosto 1976 venne eletto Mohamed Abdelaziz che fino a quel momento dirigeva una regione militare durante la guerra contro il Marocco e la Mauritania.
Da allora Beiba ricoprì più volte ruoli importanti nella Rasd e nel Polisario. Più volte ministro, fu anche primo ministro della Repubblica Democratica Araba dei Sahraui, due volte nel 1982-85 e nel 1995-99, quando dovette dimettersi in seguito ad un voto di sfiducia del parlamento Saharawi in esilio, il Consiglio Nazionale Saharawi e di nuovo dal 2005. Nel 1999 fu sostituito da Bouchraya Hamoudy Beyoune, che gli affidò l'importante ministero per i territori occupati. Dal 2003 Beiba fu speaker del Parlamento. Nel Fronte Polisario è stato membro della Segreteria Nazionale, l'organo esecutivo dell'organizzazione.
Morì per un arresto cardiaco il 2 luglio 2010.